# Vere Ponsonby, IX conte di Bessborough
Vere Brabazon Ponsonby, IX conte di Bessborough (Londra, 27 ottobre 1880 – Stoughton, 10 marzo 1956), è stato un nobile e politico britannico.

## Biografia
Era il primo figlio e il terzogenito di Edward Ponsonby, VIII conte di Bessborough, e di sua moglie, Blanche Guest, figlia di John Guest, I Baronetto, prozio di Winston Churchill. Studiò alla Harrow School e al Trinity College di Cambridge.

## Carriera
Intraprese la carriera politica con un seggio nel London County Council (1907-1910), prima di essere eletto, il 10 febbraio 1910, alla Camera dei Comuni, come deputato per il collegio di Cheltenham. Perse quel posto nella elezione del 19 dicembre dello stesso anno, ma rientrò, nel 1913, come deputato per il collegio di Dover.
Allo scoppio della prima guerra mondiale, si arruolò come sottotenente della Royal Buckinghamshire Yeomanry per poi essere trasferito, l'11 novembre 1914 nello stesso rango, nel Suffolk Hussars, dove raggiunse il grado di capitano. Nel 1915 fu a Gallipoli e, successivamente, sul fronte francese (1916-1918). Durante il suo servizio in tempo di guerra, è stato menzionato in dispacci e si è aggiudicato la Croix de Chevalier della Legion d'Onore, l'Ordine dei Santi Maurizio e Lazzaro, l'Ordine di Leopoldo II, l'Ordine del Redentore e l'Ordine di Sant'Anna. Alla conclusione della guerra, venne nominato cavaliere dell'Ordine di San Michele e San Giorgio da Giorgio V.
Dopo la morte del padre, il 1º dicembre 1920, gli succedette alla contea di Bessborough. Come Lord Bessborough, il 17 dicembre, è stato nominato Chiltern Hundreds in modo che egli potesse dimettersi dal suo posto nella Camera dei Comuni e invece prendere il suo posto nella Camera dei lord. Il conte anche perseguito una carriera di business di successo, tenendo incarichi di amministratore in diverse grandi imprese commerciali, tra cui, in qualità di capo della São Paulo Railway nonché vice presidente della De Beers Consolidated Mines.

## Governatore Generale del Canada
Nel 1931, su raccomandazione di Ramsay MacDonald, Giorgio V lo nominò governatore generale del Canada. Dopo aver prestato giuramento come membro del consiglio privato, viaggiò in Canada e prestò giuramento come governatore generale, il 4 aprile, proprio nel periodo della Grande depressione.
Nel 1932 si svolse a Ottawa la British Empire Economic Conference e quello stesso anno presiedette all'apertura del Canale di Welland. Come governatore generale ricevette un certo numero di dignitari stranieri, tra cui il principe Takamatsu e la moglie, la principessa Takamatsu, re Rama VII del Siam e la regina consorte Ramphaiphanni nonché Winston Churchill, allora membro del parlamento britannico.
Ci furono anche una serie di primati tecnologici che ebbero luogo durante il suo mandato: la sua cerimonia di insediamento fu il primo evento a essere trasmesso via radio, nel 1932, dallo studio a Rideau Hall; inaugurò la prima linea telefonica trans-Canada chiamando ciascuno dei luogotenenti governatori, e creò la Canadian Broadcasting Corporation.

## Matrimonio

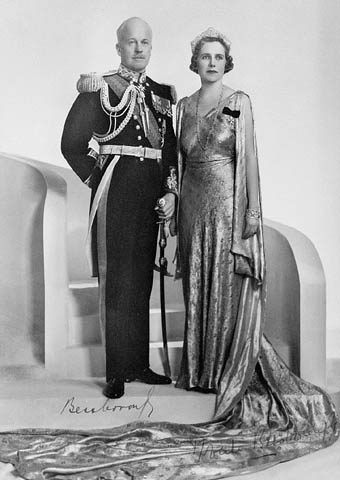
Vere Ponsonby con la moglie nel 1933

Sposò, il 25 giugno 1912, Roberte de Neuflize, figlia del barone Jean de Neuflize. Ebbero quattro figli:
- Frederick Ponsonby, X conte di Bessborough (29 marzo 1913-5 dicembre 1993);
- Lord Desmond Ponsonby (4 agosto 1915-8 aprile 1925);
- Lady Moyra Blanche Madeleine Ponsonby (2 marzo 1918), sposò Sir John Denis Wolko Browne, non ebbero figli;
- Lord George Ponsonby (14 agosto 1931-16 maggio 1951).

## Ultimi anni e morte
Il 2 giugno 1937 succedette alla morte del padre. Prese parte alla cerimonia di incoronazione di re Giorgio VI.
Durante la seconda guerra mondiale creò un dipartimento del Ministero degli esteri dedicato al benessere dei rifugiati francesi nel Regno Unito.
Morì il 10 marzo 1956, all'età di 75 anni, a Stansted House, Stoughton, West Sussex.

## Ascendenza
|                                               |                  |                                            | Genitori                                       |  |  | Nonni |  |  | Bisnonni                                  |  |  | Trisnonni                                        |  |
|                                               |                  |                                            |                                                |  |  |       |  |  | 8. John Ponsonby, IV conte di Bessborough |  |  | 16. Frederick Ponsonby, III conte di Bessborough |  |
|                                               |                  |                                            |                                                |  |  |       |  |  | 8. John Ponsonby, IV conte di Bessborough |  |  | 16. Frederick Ponsonby, III conte di Bessborough |  |
|                                               |                  | 17. Henrietta Spencer                      |                                                |  |  |       |  |  | 8. John Ponsonby, IV conte di Bessborough |  |  |                                                  |  |
| 4. Walter Ponsonby, VII conte di Bessborough  |                  |                                            |                                                |  |  |       |  |  | 8. John Ponsonby, IV conte di Bessborough |  |  |                                                  |  |
|                                               |                  | 9. Mary Fane                               | 18. John Fane, X conte di Westmorland          |  |  |       |  |  |                                           |  |  |                                                  |  |
|                                               |                  | 9. Mary Fane                               | 18. John Fane, X conte di Westmorland          |  |  |       |  |  |                                           |  |  |                                                  |  |
|                                               |                  | 9. Mary Fane                               | 19. Sarah Child                                |  |  |       |  |  |                                           |  |  |                                                  |  |
| 2. Edward Ponsonby, VIII conte di Bessborough |                  | 9. Mary Fane                               |                                                |  |  |       |  |  |                                           |  |  |                                                  |  |
|                                               |                  | 10. Edward Eliot, III conte di St. Germans | 20. William Eliot, II conte di St. Germans     |  |  |       |  |  |                                           |  |  |                                                  |  |
|                                               |                  | 10. Edward Eliot, III conte di St. Germans | 20. William Eliot, II conte di St. Germans     |  |  |       |  |  |                                           |  |  |                                                  |  |
|                                               |                  | 10. Edward Eliot, III conte di St. Germans | 21. Georgina Augusta Leveson-Gower             |  |  |       |  |  |                                           |  |  |                                                  |  |
| 5. Louisa Susan Cornwallis Eliot              |                  | 10. Edward Eliot, III conte di St. Germans |                                                |  |  |       |  |  |                                           |  |  |                                                  |  |
|                                               |                  | 11. Jemima Cornwallis                      | 22. Charles Cornwallis, II marchese Cornwallis |  |  |       |  |  |                                           |  |  |                                                  |  |
|                                               |                  | 11. Jemima Cornwallis                      | 22. Charles Cornwallis, II marchese Cornwallis |  |  |       |  |  |                                           |  |  |                                                  |  |
|                                               |                  | 11. Jemima Cornwallis                      | 23. Louisa Gordon                              |  |  |       |  |  |                                           |  |  |                                                  |  |
| 1. Vere Ponsonby, IX conte di Bessborough     |                  | 11. Jemima Cornwallis                      |                                                |  |  |       |  |  |                                           |  |  |                                                  |  |
|                                               | 12. Thomas Guest | 24. John Guest                             |                                                |  |  |       |  |  |                                           |  |  |                                                  |  |
|                                               | 12. Thomas Guest | 24. John Guest                             |                                                |  |  |       |  |  |                                           |  |  |                                                  |  |
|                                               | 12. Thomas Guest | 25. Anne Willmore                          |                                                |  |  |       |  |  |                                           |  |  |                                                  |  |
| 6. John Josiah Guest, I baronetto di Dowlais  | 12. Thomas Guest |                                            |                                                |  |  |       |  |  |                                           |  |  |                                                  |  |
|                                               |                  | 13. Jemima Revel Phillips                  | 26. John Revell Phillips                       |  |  |       |  |  |                                           |  |  |                                                  |  |
|                                               |                  | 13. Jemima Revel Phillips                  | 26. John Revell Phillips                       |  |  |       |  |  |                                           |  |  |                                                  |  |
|                                               |                  | 13. Jemima Revel Phillips                  | 27. Sarah Carter                               |  |  |       |  |  |                                           |  |  |                                                  |  |
| 3. Blanche Guest                              |                  | 13. Jemima Revel Phillips                  |                                                |  |  |       |  |  |                                           |  |  |                                                  |  |
|                                               |                  | 14. Albemarle Bertie, IX conte di Lindsey  | 28. Peregrine Bertie                           |  |  |       |  |  |                                           |  |  |                                                  |  |
|                                               |                  | 14. Albemarle Bertie, IX conte di Lindsey  | 28. Peregrine Bertie                           |  |  |       |  |  |                                           |  |  |                                                  |  |
|                                               |                  | 14. Albemarle Bertie, IX conte di Lindsey  | 29. Elizabeth Payne                            |  |  |       |  |  |                                           |  |  |                                                  |  |
| 7. Charlotte Bertie                           |                  | 14. Albemarle Bertie, IX conte di Lindsey  |                                                |  |  |       |  |  |                                           |  |  |                                                  |  |
|                                               |                  | 15. Charlotte Susanna Elizabeth Layard     | 30. Charles Layard                             |  |  |       |  |  |                                           |  |  |                                                  |  |
|                                               |                  | 15. Charlotte Susanna Elizabeth Layard     | 30. Charles Layard                             |  |  |       |  |  |                                           |  |  |                                                  |  |
|                                               |                  | 15. Charlotte Susanna Elizabeth Layard     | 31. Elizabeth Ward                             |  |  |       |  |  |                                           |  |  |                                                  |  |
|                                               |                  | 15. Charlotte Susanna Elizabeth Layard     |                                                |  |  |       |  |  |                                           |  |  |                                                  |  |

## Onorificenze

### Militari
| Forza militare        | Unità                           | Posizione  | Anno      |
| --------------------- | ------------------------------- | ---------- | --------- |
| Forze armate canadesi | Governor General's Horse Guards | Colonnello | 1926-1931 |
| Forze armate canadesi | Governor General's Foot Guards  | Colonnello | 1926-1931 |
| Forze armate canadesi | Canadian Grenadier Guards       | Colonnello | 1926-1931 |